# Severino Albarracín Broseta

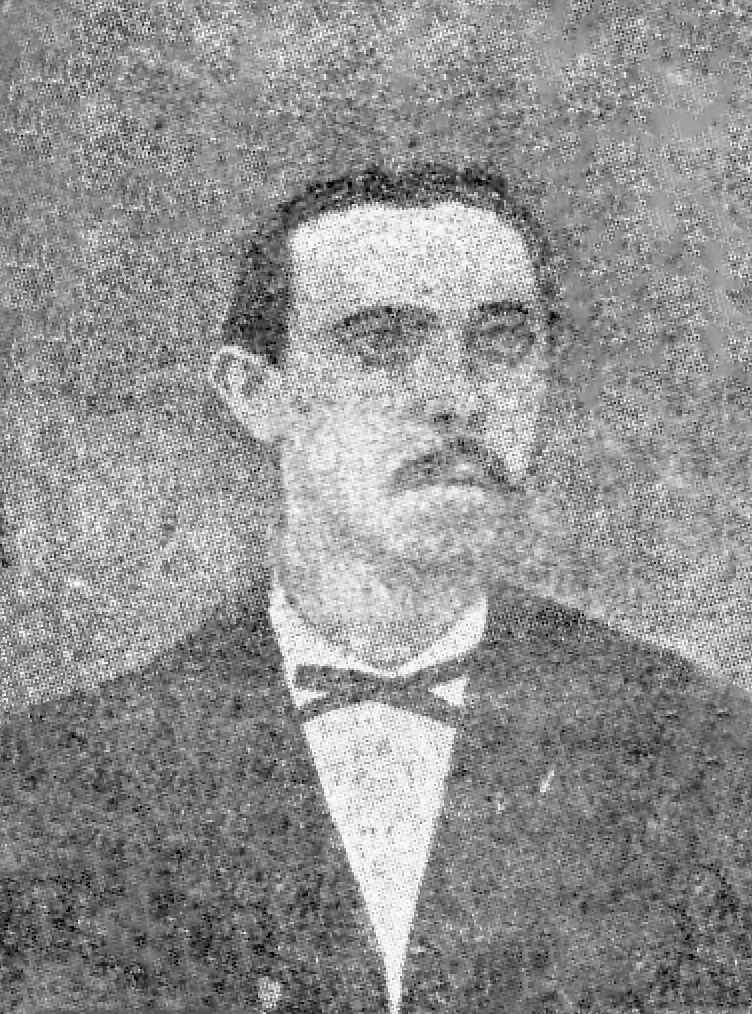
Severino Albarracín Broseta (um 1875)

Severino Albarracín Broseta (* 1851 in Llíria, heute Valencianische Gemeinschaft; † 1878 in Barcelona) war ein spanischer Anarchist und Lehrer. Er spielte eine Rolle in der Erhebung von Alcoy in der Ersten Republik 1873.
Albarracín Broseta war 1868 in der Republikanischen Jugend von Valencia aktiv, seit 1871 Mitglied der Federació Regional Espanyola de l'AIT (Spanische Föderation der Internationalen Arbeiterassoziation) und wurde in der Konferenz von Saragossa zunächst Mitglied in deren Rat und nach dessen Auflösung in der Konferenz von Córdoba 1872/73 Mitglied im Ausschuss für Korrespondenz und Statistik sowie Sekretär für innere Angelegenheiten.
Er nahm im Juli 1873 in führender Stellung, nämlich als Mitglied eines leitenden Ausschusses, an einem kantonalistischen Aufstand im Ort Alcoy teil, in dem Arbeiter zunächst streikten und sich dann gewaltsam erhoben. Der Aufstand endete schließlich mit der Aufgabe der Aufständischen. Friedrich Engels bezieht sich ausgiebig auf dieses Ereignis in seiner Schrift gegen Bakunisten und Allianzisten von 1873.
Albarracín Broseta wurde im April 1874 vorübergehend verhaftet und ging darauf eine Zeitlang zu seinen Gesinnungsgenossen in die Schweiz. Er nahm am VIII. Kongress der Antiautoritären Internationalen in Bern teil, wo er Peter Kropotkin, James Guillaume und Paul Brousse traf. Nach seiner Rückkehr nach Spanien 1877 ließ er sich in Barcelona nieder, wo er im Februar 1878 an Tuberkulose verstarb.